# 二色香青
二色香青（学名：Anaphalis bicolor）是菊科香青属的植物，为中国的特有植物。分布在中国大陆的四川、云南、青海、甘肃等地，生长于海拔2,000米至4,300米的地区，一般生长在荒地、灌丛、高山至低山草地及针叶林下。
种名 bicolor 意为“二色的”。

## 变种
- 二色香青长叶变种（学名：Anaphalis bicolor var. longifolia）为菊科香青属下的一个变种。
- 二色香青同色变种（学名：Anaphalis bicolor var. subconcolor）为菊科香青属下的一个变种。
- 二色香青青海变种（学名：Anaphalis bicolor var. kokonorica）为菊科香青属下的一个变种。
- 二色香青波缘变种（学名：Anaphalis bicolor var. undulata）为菊科香青属下的一个变种。